# 연령 제한
연령 제한 또는 나이 제한(age limit)은 개인이 무언가에 접근하기 위해 충족해야 하는 특정 연령 또는 더 이상 자격이 없는 연령을 자세히 설명하는 법, 규칙 또는 권고사항이다. 연령 제한은 미성년자의 영화 및 비디오 게임 이용에 적용될 수 있을 뿐만 아니라 개인의 운전 면허증 취득, 담배 및 주류 구매, 부채 발생, 혼인 등의 기회도 규제할 수 있다. 다른 중요한 연령 제한으로는 성교 동의 연령, 형사책임 연령, 무엇보다도 정치 선거에서 투표할 수 있는 최소 연령을 결정하는 성년 연령 등이 있다. 낮은 연령 제한과 높은 연령 제한 모두 개인이 할 수 있는 것과 할 수 없는 것을 제한할 수 있다. 예를 들어, 이전에 헌혈한 적이 없는 영국의 헌혈자는 최소 17세 이상 66세 미만이어야 한다.

## 같이 보기
- NSFW
- 텔레비전 등급 제도